# Okręg wyborczy West Gloucestershire
Okręg wyborczy West Gloucestershire powstał w 1832 r. i wysyłał do brytyjskiej Izby Gmin dwóch deputowanych. Okręg zlikwidowano w 1885 r., ale przywrócono go ponownie w 1950 r. jako okręg jednomandatowy. Ostatecznie zniesiono go w 1997 r. Okręg obejmował zachodnią część hrabstwa Gloucestershire.

## Deputowani do brytyjskiej Izby Gmin z okręgu West Gloucestershire

### Deputowani w latach 1832–1885
- 1832–1852: George Berkeley
- 1832–1835: Augustus Moreton
- 1835–1835: Henry Somerset, markiz Worcester, Partia Konserwatywna
- 1835–????: Robert Hale

### Deputowani w latach 1950–1997
- 1950–1959: Morgan Price, Partia Pracy
- 1959–1974: Charles Loughlin, Partia Pracy
- 1974–1979: John Watkinson, Partia Pracy
- 1979–1997: Paul Marland, Partia Konserwatywna